# Aiguabarreig Segre-Noguera Pallaresa
L'Aiguabarreig Segre-Noguera Pallaresa és un espai conformat per l'aiguabarreig dels rius Noguera Pallaresa i Segre, encaixonats entre els penya-segats de les serres de Mont-roig i Carbonera, i els embassaments de Camarasa, Sant Llorenç de Montgai i el Partidor de Balaguer. Constitueix una mostra exemplar de congost epigènic al Prepirineu Central.
La seva naturalesa mediterrània es barreja amb una certa dosi de caràcter continental i engloba diversos elements d'interès característics de les serres més externes. La vegetació marjalenca i les comunitats rupícoles hi tenen una gran importància, especialment les aus carronyaires (voltor comú, aufrany, trencalòs,etc..), els ocells aquàtics, algunes espècies de quiròpters i determinades espècies d'invertebrats d'interès.

## Medi físic
És un conjunt integrat per les serres prepirinenques de Mont-roig i Carbonera, que són de naturalesa calcària i formen imponents penya-segats sobre els rius Noguera Pallaresa i Segre. L'Espai també engloba els importants embassaments de Camarasa, Sant Llorenç de Montgai i el Partidor de Balaguer.
Els elements geològics d'aquest Espai estan caracteritzats pels penya-segats de naturalesa calcària, que l'erosió provocada per ambdós rius ha anat excavant en la roca. Cal remarcar la presència de Sant Salvador de Camarasa, que està catalogat, a més a més, com a geozona d'interès. Aquest indret està conformat per un seguit d'encavalcaments que repleguen sèries mesozoiques. Pel que fa a les variables climàtiques, hi ha fortes oscil·lacions tèrmiques entre el període hivernal i l'estival, com és propi de l'àrea prepirinenca de Lleida.
- Impacte: Les regulacions hidroelèctriques comporten canvis significatius en els sistemes riberencs i limnològics. D'altra banda, l'excessiva freqüentació humana degrada els sistemes naturals de la serra del Mont-roig. Es produeixen també obertures de pistes per a la pràctica de la pesca, cosa que comporta l'abocament d'escombraries vora la llera del riu.

- Vulnerabilitat natural: Cal remarcar la sensibilitat de la vegetació marjalenca i de ribera dels ambients aquàtics del Segre, com a conseqüència, en part, de les avingudes que es produeixen en el riu a causa al seu règim mediterrani. La presència de poblacions de rapinyaires i la fauna cavernícola és, també, força fràgil. L'Espai conté un cert risc geològic per la inestabilitat de vessants (serra de Mont-roig) i d'inundacions al tram entre Camarasa i el Partidor de Balaguer.[1]

## Biodiversitat
La funció principal dels espais naturals protegits de Catalunya és conservar mostres representatives de la fauna, la flora i els hàbitats propis del territori, de manera que es puguin desenvolupar els processos ecològics que donen lloc a la biodiversitat (l'àmplia varietat d'ecosistemes i éssers vius: animals, plantes, els seus hàbitats i els seus gens).
La naturalesa mediterrània de l'Espai es barreja amb una certa dosi de caràcter continental constituint una mostra exemplar de congost epigènic al Prepirineu central, que conserva, alhora, la flora i la fauna característiques de les serres més externes. La vegetació marjalenca i les comunitats rupícoles hi tenen una gran importància. Cal subratllar la presència d'elements avifaunístics (voltor comú, aufrany, trencalòs, etc.), d'ocells aquàtics, d'algunes espècies de quiròpters i de determinades espècies d'invertebrats d'interès.

## Protecció
L'Espai Natural Protegit Aiguabarreig Segre-Noguera Pallaresa va ser incorporat al PEIN pel Decret 328/1992, pel qual s'aprova el PEIN. Aquest Espai va ser declarat per primera vegada com a LIC l'any 1997 i com a Zona d'especial protecció per a les aus (ZEPA) l'any 2005 i, posteriorment va ser ampliat com a espai Natura 2000 mitjançant l'Acord del Govern 112/2006, de 5 de setembre, que aprova la xarxa Natura 2000 a Catalunya. Així mateix, mitjançant el Pla especial es va realitzar la seva delimitació definitiva. Aquest Pla complementa també el règim normatiu bàsic de protecció establert pel PEIN amb determinacions específiques per a aquest Espai.

## Aspectes socioeconòmics
Aquest Espai conté diversos aprofitaments, com ara la producció d'energia hidroelèctrica a través de les centrals de Camarasa i Sant Llorenç de Montgai. També s'hi practica la ramaderia de bestiar oví, així com la caça, la pesca, i altres usos turisticorecreatius.